# Chris McCarrell
Chris McCarrell (Ohio, 9 gennaio 1991) è un attore e cantante statunitense, noto soprattutto come interprete di musical.

## Biografia
Chris McCarrell è nato e cresciuto in Ohio e studia musica e canto il conservatorio della Baldwin Wallace University. Mentre studia prende parte a diverse produzioni regionali di musical di successo, tra cui Sweeney Todd: The Demon Barber of Fleet Street, Next to Normal, Pippin, Summer of '42 e Bubble Boy.
Nel 2014 debutta a Broadway con il secondo revival del musical Les Misérables, in cui interpreta Joly ed è primo sostituto per il ruolo di Marius Pontmercy. Il 1 marzo 2015 Andy Mientus, che interpretava Marius, lascia il cast di Les Misérables e Chris McCarrell lo sostituisce definitivamente nella parte. Nel 2017 interpreta Percy Jackson nel musical The Lightning Thief in scena nell'Off Broadway, mentre nel 2018 interpreta Anthony in Sweeney Todd a Kansas City. Nel 2019 torna a interpretare Percy Jackson nella tournée statunitense di The Lightning Thief, musical con cui nell'autunno dello stesso anno torna a recitare anche a Broadway.
McCarrell è dichiaratamente gay.

## Filmografia parziale

### Televisione
- The OA - serie TV, 2 episodi (2016)